# 矢島宇吉
矢島 宇吉（やじま うきち、1869年12月25日 - 1932年11月27日）は、日本の牧師。

## 経歴
1869年、群馬県群馬郡上郊村大字保渡田にて生まれる。1887年、小学校の教員をしていた時に、高崎教会に出席するようになり、高崎教会で星野光多から受洗。1897年、明治学院神学部卒業、千葉組合教会牧師として赴任。
1902年、ハワイのヒロ市の日本人教会牧師に転任。1907年、ヒロ市の日本人教会牧師を辞し、アメリカ本土に渡る。カリフォルニア州のオークランドからサンフランシスコへ向う列車の車中で、読み捨てられた神の教会の機関誌「ゴスペル・トランペット」を取り上げて読み、神の教会改革運動に触れる。
1908年、ゴスペル・トランペット社、及びニューヨークの神の教会ミッションホームに滞在。神の教会の真理に導かれ、同年3月27日帰国。品川区大井町にてW・アレキサンダー宣教師と共に「神の教会運動」を開始。1911年、大井町から武蔵境に移転。1917年、武蔵境から本郷追分町に移転し、本郷神の教会を設立。1925年、本郷神の教会牧師を辞し、練馬江古田の地に移転。練馬神の教会を設立。
1932年11月27日、療養中の千葉県保田の地にて召天（63歳）。

## 著書
- 『純福音一斑』警醒社 1910
- 『全基督者の一致する道』純福音社

### 訳書
- 『真の基督教』シー・イー・オア著 Charles Ebert Orr著 純福音社